# Дейзі (Північна Дакота)
Дейзі (англ. Dazey) — місто (англ. city) в США, в окрузі Барнс штату Північна Дакота. Населення — 78 осіб (2020).

## Географія
Дейзі розташоване за координатами 47°11′18″ пн. ш. 98°12′3″ зх. д. / 47.18833° пн. ш. 98.20083° зх. д. (47.188324, -98.200695).  За даними Бюро перепису населення США в 2010 році місто мало площу 0,98 км², уся площа — суходіл.

## Демографія
Згідно з переписом 2010 року, у місті мешкали 104 особи в 46 домогосподарствах у складі 25 родин. Густота населення становила 106 осіб/км².  Було 56 помешкань (57/км²).
Расовий склад населення:
| - 98,1 % — білих |

До двох чи більше рас належало 1,9 %. Частка іспаномовних становила 1,9 % від усіх жителів.
За віковим діапазоном населення розподілялося таким чином: 26,9 % — особи молодші 18 років, 63,5 % — особи у віці 18—64 років, 9,6 % — особи у віці 65 років та старші. Медіана віку мешканця становила 38,0 року. На 100 осіб жіночої статі у місті припадало 141,9 чоловіків;  на 100 жінок у віці від 18 років та старших — 162,1 чоловіків також старших 18 років.
Середній дохід на одне домашнє господарство  становив 34 602 долари США (медіана — 25 625), а середній дохід на одну сім'ю — 51 104 долари (медіана — 38 750). За межею бідності перебувало 15,3 % осіб, у тому числі 2,6 % дітей у віці до 18 років та 33,3 % осіб у віці 65 років та старших.
Цивільне працевлаштоване населення становило 45 осіб. Основні галузі зайнятості: сільське господарство, лісництво, риболовля — 26,7 %, виробництво — 22,2 %, освіта, охорона здоров'я та соціальна допомога — 20,0 %.